# Lucy Ayoub
Lucy Ayoub (in arabo لوسي ايوب‎?; in ebraico לוסי איוב‎?; Haifa, 21 giugno 1992) è una conduttrice televisiva e poetessa israeliana.

## Biografia

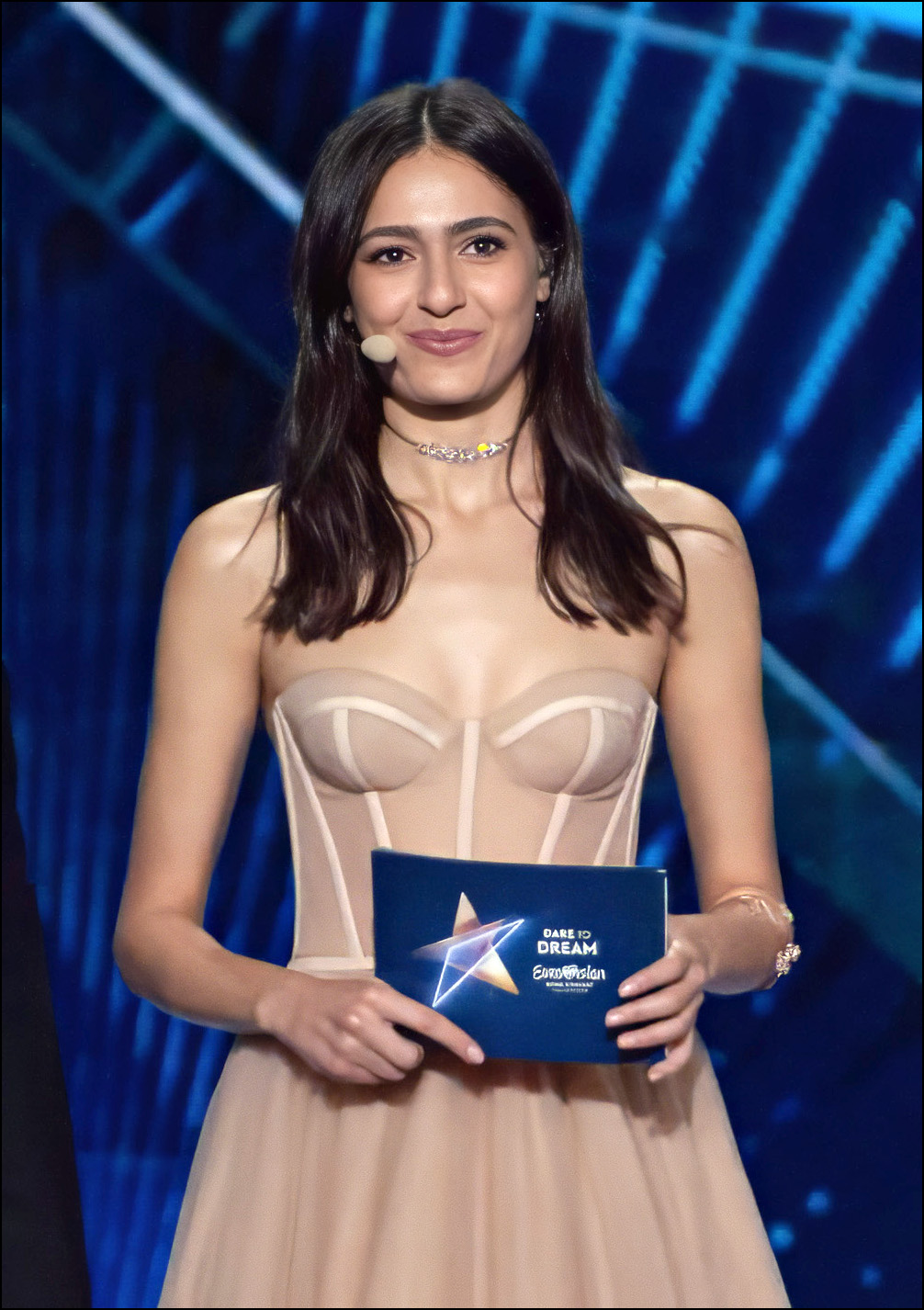
Lucy Ayoub all'Eurovision Song Contest 2019.

È nata ad Haifa, figlia di padre arabo cristiano e madre ebrea aschenazita poi convertita al cristianesimo. La nonna paterna era figlia di rifugiati palestinesi scappati in Libano durante la guerra arabo-israeliana del 1948, mentre lei fu lasciata in un monastero in Israele e poi fu adottata da una donna araba cristiana di nome Lucy Khayat. I suoi nonni materni erano sopravvissuti all'Olocausto, suo nonno era stato in un campo di concentramento nazista, mentre sua nonna era sopravvissuta da bambina tra i partigiani in Romania. Lucy Ayoub si definisce atea nonostante celebri le ricorrenze sia ebree che cristiane con membri diversi della sua famiglia. Ha servito nelle Forze di difesa israeliane per i 2 anni di leva obbligatoria, facendo l'istruttrice per i simulatori di volo dell'Heyl Ha'Avir. Dal 2016 studia filosofia, politica ed economia all'Università di Tel Aviv.
Divenne nota nel 2016 quando lesse diverse sue poesie in un poetry slam. Lo stesso anno fu assunta dalla Israeli Broadcasting Corporation (la televisione pubblica israeliana). Nel 2017 condusse un programma culturale radiofonico e cominciò a condurre il programma quotidiano Culture Club sul canale Kan 11. Ayoub è stata anche portavoce di Israele all'Eurovision Song Contest 2018, sollevando anche una polemica da parte del ministro dello sport Miri Regev per il fatto di aver pronunciato una frase in arabo durante lo show e non aver menzionato Gerusalemme. È stata anche uno dei quattro conduttori dell'Eurovision Song Contest 2019 insieme ad Assi Azar, Erez Tal e Bar Refaeli. Il 28 gennaio ha anche condotto il sorteggio delle semifinali al museo d'arte di Tel Aviv.
Nel 2020 conduce il programma HaShir HaBa L'Eurovizion, programma che serve per selezionare la canzone da mandare all'Eurovision Song Contest, sul canale Kan 11.
Nell'aprile 2020, ha iniziato a presentare il suo programma giornaliero Stasera con Lucy e Guri sul canale Kan 11.
Nel gennaio 2021 conduce sul canale Kan 11 il programma HaShir Shelanu L'Eurovizion, un nuovo programma che serve per selezionare la canzone da mandare all'Eurovision Song Contest, sul canale Kan 11. Nello stesso anno interpreta Anat nella serie televisiva Alone at home, e torna a essere portavoce di Israele all'Eurovision Song Contest 2021.
Il 31 marzo 2021 viene annunciata come nuova conduttrice della versione israeliana del game show The Chase (intitolata HaMirdaf)

## Vita privata
Ayoub vive a Tel Aviv con il fidanzato ebreo israeliano Etay Bar. Parla sia arabo che ebraico. In una sua poesia scrive: "Alcuni di voi diranno che sia figlia di un arabo e allo stesso tempo ad occhi di altri sarò la figlia di un'ebrea. Quindi non ditemi che non posso essere tutte e due le cose."

## Curiosità
- Nel 2020 il gruppo musicale ceco Lake Malawi ha dedicato alla presentatrice una canzone di nome Lucy.[14][15] Il gruppo (insieme al suo leader Albert Černý) l'ha eseguita durante la serata finale del concorso Szansa na sukces come brano inedito per l'Eurovision Song Contest 2020.

## Televisione
- Culture Club (Kan 11, 2017-2018)
- Israel Television Academy Awards (Kan 11, 2018)
- Eurovision Song Contest (Kan 11, 2018-2019, 2021[16])
- HaShir HaBa L'Eurovizion (Kan 11, 2020)
- Stasera con Lucy e Guri (Kan 11, 2020)
- HaShir Shelanu L'Eurovizion (Kan 11, 2021)
- HaMirdaf (Kan 11, dal 2021)
- Fauda – serie TV, 12 episodi (2023)